# Ben Hoffman
Pour les articles homonymes, voir Hoffman.
Ben Hoffman né le 22 août 1983 à Grand Junction, au Colorado, est un triathlète professionnel américain, multiple vainqueur sur triathlon Ironman et Ironman 70.3.

## Biographie
Ben Hoffman est un passionné d'escalade et d'art céramique, il commence le triathlon en 2004 et devient professionnel en 2007. Sous la férule de son entraineur Elliott Bassett, il remporte dès juillet 2010 l'Ironman des États-Unis à Lake Placid dans l'état de New York.
En octobre 2014, il remporte son plus grand succès sportif international avec une deuxième place au championnat du monde d'Ironman à Kailua-Kona. Pour sa cinquième tentative sur la compétition hawaïenne, il devient la révélation de l'épreuve 2014, grâce à une belle régularité au fil de sa carrière sur cette épreuve : 102e en 2009 (9 h 29 min 54 s), 53e en 2010 (9 h 03 min 29 s), abandon en 2011, 15e en 2013 (8 h 36 min 25 s) et donc 2e en 2014 (8 h 19 min 23 s ). La chaleur est le principal ennemi de Ben Hoffman, lui qui a vécu dans l'Ouest du Colorado, où l'air est sec. Tout l'inverse de la chaleur imbibée de Kailua-Kona. Pour s'acclimater et retrouver des conditions analogues, il arbore pendant la course, un « coolant collar », une sorte de collier rafraîchissant censé faire baisser la température du corps.

## Palmarès
Le tableau présente les résultats les plus significatifs (podium) obtenus sur le circuit international de triathlon depuis 2009,.
| Année | Compétition                                  | Pays           | Position           | Temps           |
| ----- | -------------------------------------------- | -------------- | ------------------ | --------------- |
| 2023  | Ironman Lake Placid                          | États-Unis     | Médaille d'argent  | 8 h 6 min 5 s   |
| 2022  | Ironman Texas                                | États-Unis     | Médaille d'argent  | 7 h 57 min 58 s |
| 2022  | Ironman 70.3 Boulder                         | États-Unis     | Médaille de bronze | 3 h 51 min 0 s  |
| 2021  | Ironman Chattanooga                          | États-Unis     | Médaille de bronze | 7 h 57 min 50 s |
| 2019  | Ironman Afrique du Sud                       | Afrique du Sud | Médaille d'or      | 7 h 34 min 19 s |
| 2019  | Challenge Cancun                             | Mexique        | Médaille de bronze | 3 h 49 min 22 s |
| 2019  | Ironman Floride                              | États-Unis     | Médaille d'argent  | 7 h 48 min 29 s |
| 2019  | Ironman 70.3 Campeche                        | Mexique        | Médaille de bronze | 3 h 52 min 48 s |
| 2018  | Ironman 70.3 Santa Cruz                      | États-Unis     | Médaille d'argent  | 3 h 49 min 4 s  |
| 2018  | Ironman 70.3 Boulder                         | États-Unis     | Médaille d'argent  | 3 h 47 min 7 s  |
| 2017  | Ironman Afrique du Sud                       | Afrique du Sud | Médaille d'or      | 7 h 58 min 40 s |
| 2017  | Ironman 70.3 Santa Cruz                      | États-Unis     | Médaille d'argent  | 3 h 33 min 58 s |
| 2017  | Ironman 70.3 Boulder                         | États-Unis     | Médaille de bronze | 3 h 44 min 17 s |
| 2016  | Ironman Afrique du Sud                       | Afrique du Sud | Médaille d'or      | 8 h 12 min 37 s |
| 2016  | Ironman 70.3 Buenos Aires                    | Argentine      | Médaille d'argent  | 3 h 45 min 39 s |
| 2016  | Ironman 70.3 Santa Cruz                      | États-Unis     | Médaille de bronze | 3 h 53 min 18 s |
| 2015  | Ironman 70.3 Calgary                         | Canada         | Médaille d'or      | 3 h 50 min 43 s |
| 2014  | Ironman - Championnat du monde à Kailua-Kona | États-Unis     | Médaille d'argent  | 8 h 19 min 23 s |
| 2014  | Ironman Cœur d’Alene                         | États-Unis     | Médaille de bronze | 8 h 29 min 12 s |
| 2014  | Ironman 70.3 Nouvelle-Orléans                | États-Unis     | Médaille d'argent  | 3 h 51 min 46 s |
| 2014  | Ironman 70.3 Monterrey                       | Mexique        | Médaille de bronze | 3 h 52 min 22 s |
| 2013  | Ironman Cœur d’Alene                         | États-Unis     | Médaille d'or      | 8 h 17 min 31 s |
| 2013  | Ironman 70.3 Austin                          | États-Unis     | Médaille de bronze | 3 h 54 min 56 s |
| 2012  | Ironman Wisconsin                            | États-Unis     | Médaille d'or      | 8 h 32 min 51 s |
| 2012  | Ironman St. George                           | États-Unis     | Médaille d'or      | 9 h 7 min 4 s   |
| 2011  | Ironman Lake Placid                          | États-Unis     | Médaille d'argent  | 8 h 33 min 29 s |
| 2011  | Ironman 70.3 Branson                         | États-Unis     | Médaille d'or      | 4 h 9 min 2 s   |
| 2011  | Ironman 70.3 Muncie                          | États-Unis     | Médaille d'or      | 3 h 48 min 14 s |
| 2011  | Ironman 70.3 Boise                           | États-Unis     | Médaille d'or      | 3 h 52 min 41 s |
| 2010  | Ironman 70.3 Branson                         | États-Unis     | Médaille d'or      | 4 h 2 min 53 s  |
| 2010  | Ironman Lake Placid                          | États-Unis     | Médaille d'or      | 8 h 39 min 34 s |
| 2010  | Ironman St. George                           | États-Unis     | Médaille d'argent  | 8 h 52 min 54 s |
| 2010  | Xterra Four Corners                          | États-Unis     | Médaille d'or      | 2 h 15 min 6 s  |
| 2009  | Ironman 70.3 Calgary                         | Canada         | Médaille d'argent  | 4 h 2 min 51 s  |